# Österreichisches Wörterbuch
El Österreichisches Wörterbuch (literalmente «diccionario austriaco», y abreviado ÖWB) es el diccionario oficial del idioma alemán en Austria.

## Editores
Es editado por un grupo de lingüistas bajo la autoridad del ministerio de educación, arte y cultura (Bundesministerium für Unterricht, Kunst und Kultur). 

## Peculiaridades
Ese equivalente al Duden de Alemania contiene muchas palabras peculiares al alemán austriaco, y palabras que son más frecuentes o pronunciado diferente en Austria. Sin embargo, un parte considerable de ese vocabulario austriaco también se usa en los partes meridionales de Alemania, especialmente en Baviera. 

## Últimas ediciones
Desde la edición 39.ª del año 2001 el diccionario austriaco adoptó la reformada ortografía del alemán del año 1996. La última edición publicada es la 42ª, que vio la luz en 2012.

## Uso oficial
Esa obra también es en uso oficial en la provincia autónoma de Bolzano en el norte de Italia.

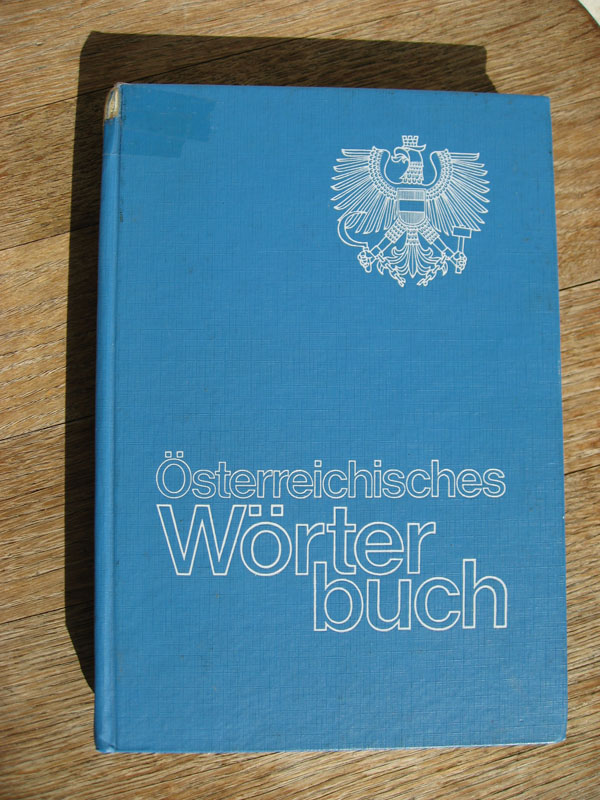
36ª edición, 1985
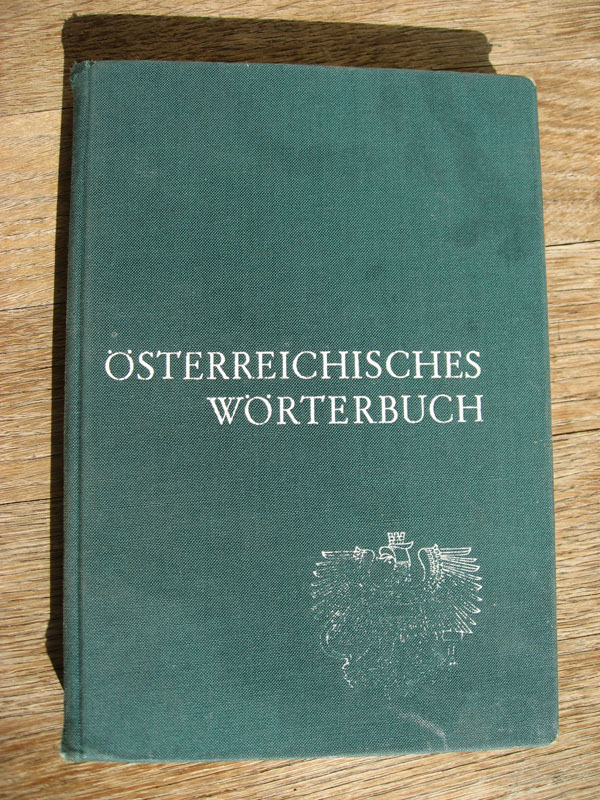
32ª edición, 1972

- Datos: Q306743